# ترمئور
ترمئور (به فرانسوی: Trémeur) یک کمون در فرانسه است که در Canton of Broons واقع شده‌است.

## خصوصیات
ترمئور ۱۴٫۵۶ کیلومترمربع مساحت و ۶۷۹ نفر جمعیت دارد.